# Chiński pokój
Chiński pokój, argument chińskiego pokoju – eksperyment myślowy zaproponowany przez amerykańskiego filozofa Johna Searle’a i przedstawiony w jego pracy z 1980 roku pt. Minds, Brains, and Programs, mający pokazać, że nawet skuteczne symulowanie rozumu przez komputer nie jest tożsame z posiadaniem prawdziwego rozumu przez komputer, ponieważ wykonywanie określonych zadań (np. obliczeniowych) nie musi opierać się na rozumieniu ich przez wykonawcę. Służy on jako argument przeciwnikom teorii tzw. mocnej sztucznej inteligencji i obliczeniowej teorii umysłu. U podstaw eksperymentu stoi niezgodność między syntaksą a semantyką.
Argument chińskiego pokoju odnosi się tylko do programów, które są wykonywane na maszynach cyfrowych, nie jest aplikowany do ogólnych maszyn i sam argument jest tematem krytyki ze strony filozofów umysłu i naukowców AI.

## Dyskusja na temat chińskiego pokoju
Od opublikowania pracy Johna Searle’a argument chińskiego pokoju był głównym punktem debaty nad możliwością istnienia sztucznej inteligencji w sensie mocnym (tzw. „strong AI”). Zwolennicy teorii sztucznej inteligencji w sensie mocnym wierzą, że właściwie zaprogramowany komputer nie jest prostą symulacją lub modelem umysłu, lecz liczy w sposób właściwy umysłowi, tzn. rozumie, ma stany kognitywne i może myśleć. Argument Searle’a (precyzyjniej – eksperyment myślowy) zamierzony w celu podminowania tego stanowiska przebiega w sposób następujący:
Załóżmy, że skonstruowaliśmy komputer, który zachowuje się, jakby rozumiał język chiński. Innymi słowy, komputer bierze chińskie znaki jako podstawę wejściową i śledzi zbiór reguł nimi rządzący (jak wszystkie komputery), koreluje je z innymi chińskimi znakami, które prezentuje jako informację wyjściową.
Załóżmy, że ten komputer wykonuje to zadanie w sposób tak przekonujący, że łatwo przechodzi test Turinga, tzn. przekonuje Chińczyka, że jest Chińczykiem. Na wszystkie pytania, które człowiek zadaje, udziela właściwych odpowiedzi w sposób tak naturalny, że Chińczyk jest przekonany, iż rozmawia z innym Chińczykiem. Zwolennicy mocnej sztucznej inteligencji wyciągają stąd wniosek, że komputer rozumie chiński tak, jak człowiek.
Teraz Searle proponuje, żeby założyć, iż to on sam siedzi wewnątrz komputera. Innymi słowy, on sam znajduje się w małym pokoju, w którym dostaje chińskie znaki, konstruuje książkę reguł, a następnie zwraca inne chińskie znaki, ułożone zgodnie z tymi regułami. Searle zauważa, że oczywiście nie rozumie ani słowa po chińsku, mimo iż wykonuje powierzone mu zadanie. Następnie argumentuje, że jego brak rozumienia dowodzi, że i komputery nie rozumieją chińskiego, znajdując się w takiej samej sytuacji jak on: są bezumysłowymi manipulatorami symboli i nie rozumieją, co „mówią”, tak, jak i on nie rozumie treści chińskich znaków, którymi operował.

## Eksperyment myślowy
John Searle opublikował swoją pracę w czasopiśmie naukowym „The Behavioral and Brain Sciences”. W tym artykule Searle opisuje dokładnie swój argument i odpowiada na kilka głównych zarzutów, które były podniesione podczas jego prezentacji w różnych uniwersytetach. W dodatku artykuł Searle’a w „The Behavioral and Brain Sciences” był opublikowany razem z komentarzami i krytykami 27 badaczy kognitywistów. Na te 27 komentarzy Searle odpowiedział w dalszej części artykułu.
W ciągu ostatnich dwóch dekad dwudziestego stulecia argument chińskiego pokoju był przedmiotem wielu dyskusji. W 1984 Searle zaprezentował argument chińskiego pokoju w książce Mind, Brains and Science. W styczniu 1990 popularny periodyk „Scientific American” przedstawił debatę na ogólnym forum naukowym. Searle włączył argument chińskiego pokoju w swą wypowiedź Is the Brain’s Mind a Computer Program?. Odpowiedzią był artykuł Could a Machine Think? napisany przez Paula i Patricię Churchlandów. Wkrótce potem opublikowana została dyskusja Searle’a o chińskim pokoju z innym wiodącym filozofem umysłu, Jerrym Fodorem.
Sercem argumentu jest wyobrażona ludzka symulacja komputera podobna do Papierowej Maszyny Turinga. Człowiek w chińskim pokoju przestrzega angielskich instrukcji dla manipulowania chińskimi znakami, gdzie komputer „przestrzega” programu napisanego w języku obliczeniowym. Człowiek produkuje podobieństwo rozumienia chińskiego przez przestrzeganie instrukcji manipulacji symbolami, ale nie dochodzi przez to do rozumienia chińskiego. Ponieważ komputer robi to, co robi człowiek – jedynie manipuluje symbolami na podstawie ich składni – żaden komputer nie może dojść do istotnego rozumienia języka chińskiego wyłącznie przez przestrzeganie programu.
Ten ściśle oparty na scenariuszu chińskiego pokoju argument jest skierowany przeciw stanowisku nazwanemu przez Searle’a „mocną AI”. Mocna AI jest poglądem, że odpowiednio zaprogramowane komputery (albo same programy) mogą rozumieć naturalny język i mieć inne zdolności mentalne podobne do ludzkich, których możliwości one naśladują. Nawiązując do mocnej AI, komputer może inteligentnie grać w szachy, robić bystre ruchy albo rozumieć język. Przez kontrast słaba AI („weak AI”) jest poglądem, że komputery są tylko użyteczne w psychologii, lingwistyce i po części w innych obszarach, ponieważ mogą symulować zdolności mentalne. Ale słaba AI nie twierdzi, że komputery rozumieją albo są inteligentne. Argument chińskiego pokoju nie jest skierowany w słabą AI, ani nie ma na celu pokazania, że maszyny nie mogą myśleć – Searle powiada, że ludzki mózg również jest maszyną i mimo to ma zdolność myślenia. Argument ten ma podważać pogląd, że formalne wyliczenia na symbolach produkują myśl.
Przeciw mocnej AI możemy wyciągnąć jako reductio ad absurdum taki argument: (niech L będzie naturalnym językiem i powiedzmy, że „program dla L” jest programem dla płynnego rozmawiania w L. System komputerowy jest dowolnym systemem – może być nim człowiek lub coś innego, co może wykonywać program).
- Jeżeli mocna AI jest prawdziwa to istnieje taki program dla L, dzięki któremu, jeśli dowolny komputer wykonuje ten program, system dojdzie do rozumienia L.
- Mogę wykonać program dla L bez rozumienia L.

Te dwa wnioski ukazują, że mocna AI jest fałszywa.
Druga przesłanka jest wspierana przez myślowy eksperyment chińskiego pokoju. Konkluzją argumentu jest, że uruchomienie programu nie może stworzyć rozumienia. Szerszy argument zawiera stwierdzenie, że myślowy eksperyment pokazuje ogólnie, że nikt nie może otrzymać semantyki (znaczenia) z syntaksy (formalnego manipulowania symbolami).
Jądrem argumentu Searle’a jest rozróżnienie między syntaksą i semantyką. Pokój jest w stanie przestawiać litery zgodnie z książką reguł. To znaczy, że zachowanie pokoju może być opisane jako postępujące z regułami syntaktycznymi. Ale w stanowisku Searle’a on sam nie zna znaczenia tego co robi. To znaczy, że nie ma treści semantycznej. Znaki nie są nawet symbolami, bo nie są interpretowane na żadnym etapie procesu.

## Formalne argumenty
W roku 1984 Searle zaproponował bardziej formalną wersję argumentu, którego częścią jest chiński pokój. Podał listę czterech założeń:
1. Mózgi wytwarzają umysły.
2. Syntaksa nie jest wystarczająca dla semantyki.
3. Programy komputerowe są całkowicie zdefiniowane przez ich formalną albo syntaktyczną strukturę.
4. Umysły zawierają treści mentalne, a w szczególności zawartości semantyczne.

Drugie założenie jest widocznie wspierane przez argument chińskiego pokoju, ponieważ utrzymuje, że pokój przestrzega jedynie formalnych reguł składni i nie „rozumie” chińskiego. Searle sugeruje, że to prowadzi bezpośrednio do czterech konkluzji:
1. Żaden program komputerowy nie spełnia odpowiednich kryteriów, aby stworzyć w systemie umysł. Programy nie są umysłami i nie są zdolne do ich tworzenia.
2. Sposób, w jaki funkcje mózgu wytwarzają umysły, nie może być wyłącznie zasługą wykonywania programu komputerowego.
3. Cokolwiek jest w stanie wytworzyć umysł, będzie miało władze przyczynowe co najmniej równoważne mózgowi.
4. Procedury programu komputerowego nie są i nie będą wystarczające, aby wytworowi ludzkiemu nadać stany mentalne równoważne ludzkim. Wytwory ludzkie będą wymagały zdolności i władz mózgu.

Searle opisuje tę wersję jako „wyjątkowo byle jaką”. Odbyła się poważna debata na temat słuszności tego argumentu, która skupiała się na różnych sposobach, jakimi założenia mogą być wypróbowane. Każdy może przeczytać założenie 3. jako mówiące, że programy komputerowe mają zawartość syntaktyczną, ale nie semantyczną. Założenia 2. 3. i 4. prowadzą do wniosku 1. To zaś skłania do debaty o początku zawartości semantycznej programu komputera.

## Odpowiedzi
Argument Searle’a spotkał się z wielką falą krytyki i kontrargumentów. Część z nich można podzielić na dwie grupy: odpowiedź systemu i odpowiedź robota.

### Odpowiedź systemu
Chociaż osoba w chińskim pokoju nie rozumie chińskiego, przypuszczalnie osoba w pokoju wraz z książką reguł rozpatrywanych razem jako system rozumie ten język.
Odpowiedzią Searle’a jest stwierdzenie, że ktoś może w zasadzie zapamiętać książkę reguł, a wtedy będzie mógł reagować jakby rozumiał chiński, ale nadal będzie tylko postępował według zbioru reguł, bez rozumienia znaczenia symboli, jakimi manipuluje. To prowadzi do interesującego problemu osoby, która może płynnie rozmawiać po chińsku „nie znając” tego języka.
W Consciousness Explained Daniel C. Dennett podaje rozszerzenie odpowiedzi dla systemu, którego podstawa polega na tym, że przykład Searle’a ma na celu wprowadzenie w błąd wyobrażającego sobie. Zostajemy poproszeni o wyobrażenie sobie maszyny, która przeszłaby test Turinga przez zwykle manipulowanie symbolami. Jest wysoce nieprawdopodobne, że taki zgrubny system przeszedłby test Turinga.
Jeżeli system byłby rozszerzony, żeby włączyć rozmaite systemy detekcji, by doprowadzić do spójnych odpowiedzi i byłby przepisany na wielką maszynę równoległą zamiast na szeregową maszynę von Neumanna szybko byłoby bardziej „oczywiste”, że nie ma świadomego postrzegania. Dla testu Turinga operator w chińskim pokoju musiałby być wspomagany przez wielką liczbę pomocników, albo ilość czasu danego na wyprodukowanie odpowiedzi na nawet najbardziej podstawowe pytania byłaby bardzo duża – wiele milionów lub przypuszczalnie miliardów lat.
Uwaga zrobiona przez Dennetta jest taka, że przez wyobrażenie „tak, to jest przekonujące, używać tablicy wyszukiwania do wejścia, dać wyjście i przejść test Turinga” zaburzamy złożoność istotnie zaangażowaną w taki sposób, że to rzeczywiście wydaje się „oczywiste”, iż ten system nie może być świadomy. Jednak taki system jest nieodpowiedni. Jakikolwiek rzeczywisty system zdolny do istotnego spełnienia koniecznych warunków byłby tak złożony, że wcale nie byłoby „oczywiste”, iż brakuje mu zrozumienia chińskiego. Musiałby on z pewnością porównywać koncepcje i formułować możliwe odpowiedzi, usuwać opcje itd., aż wypadłby albo jak powolna i całkowita analiza semantyki wejścia, albo zachowywałby się jak każdy inny mówiący po chińsku. Dopóki nie musimy dowodzić, że miliard mówiących chińskim ludzi jest czymś więcej niż siecią równoległą symulującą maszynę von Neumanna na wyjściu musimy zaakceptować, że chiński pokój jest tak samo mówiący po chińsku jak każdy inny Chińczyk.

### Odpowiedź robota
Załóżmy, że zamiast pokoju program został umieszczony w robocie, który może chodzić i wchodzić w interakcje z otoczeniem. Z pewnością powiedzielibyśmy, że rozumie co robi.
Odpowiedzią Searle’a jest stwierdzenie, że należy przyjąć, iż nie wiedząc o osobie w chińskim pokoju pewne wejścia, które ona otrzymuje pochodzą z kamery zamontowanej na robocie i pewne wyjścia były używane do manipulowania ramionami i nogami robota. Jednak osoba w pokoju nadal przestrzega reguł i nie wie co znaczą symbole.
Załóżmy, że program realizujący książkę reguł symuluje dokładnie interakcje w mózgu Chińczyka. Wówczas z pewnością program rozumiałby chiński? Searle odpowiada, że taka symulacja nie odtworzy ważnych cech mózgu – jego wyjaśniających i intencjonalnych stanów.
Ale co, jeżeli mózgowa symulacja była powiązana do świata w taki sposób, że ma przyczynową władzę rzeczywistego mózgu – przypuszczalnie połączonego do robota typu opisanego powyżej? Wtedy na pewno byłaby zdolna myśleć. Searle zgadza się, że jest to w podstawie możliwe, aby stworzyć sztuczną inteligencję, ale wskazuje, że taka maszyna miałaby przyczynową władzę mózgu. To byłoby więcej niż zwykły program komputera.

### Szowinizm węglowy
Searle podkreślał w swoim podsumowaniu argumentu, że fenomen ludzkiego myślenia jest oparty o właściwości psycho-fizyczne ludzkiego mózgu, które jest porównywane do szowinizmu węglowego jednakże sam Searle zaprzecza fakt bycia szowinistą węglowym. Dla niego inteligencja może istnieć również w formie maszyn krzemowych.

## Prace Johna Searle’a dotyczące argumentu chińskiego pokoju
- John Searle (1980) „Minds, Brains and Programs” -- original draft from Behavioral and Brain Sciences
- John Searle (1983) „Can Computers Think?” from Chalmers (ed.), Philosophy of Mind (Oxford, 2002), s. 669–675.
- John Searle (1984) „Minds, Brains & Science: The 1984 Reith Lectures” British Broadcasting Corporation